# Dasyatis fluviorum
Espèce
Statut de conservation UICN

 VU A2bcd+3cd+4bcd : Vulnérable
Dasyatis fluviorum est une espèce de raie appartenant à la famille des Dasyatidés.